# Floridosentis mugilis
Floridosentis mugilis är en hakmaskart som först beskrevs av Machado 1951.  Floridosentis mugilis ingår i släktet Floridosentis och familjen Neoechinorhynchidae. Inga underarter finns listade i Catalogue of Life.